# 太阳石 (诗)
《太阳石》，西班牙语长诗，是墨西哥诺贝尔文学奖得主奥克塔维奥·帕斯的诗歌代表作，于1957年9月首次出版，由墨西哥经济文化基金会发行300册。这首长诗一问世，便在拉美文坛引起轰动，阿根廷小说家胡里奥·科塔萨尔称赞《太阳石》是“拉丁美洲至今最令人赞叹的爱情诗”，而墨西哥文学评论家拉蒙·希劳则认为“如果《弓与琴》是奥克塔维奥·帕斯思想的总论，《太阳石》便是他诗歌的顶峰。对立的事物在此相聚。现在我们看到的不再是一首社会抗议诗歌、一首田园诗、或是一首挽歌。哀歌、爱倩、抗议、接受和放弃、满足和失望，如今都汇集在同一体中。”
《太阳石》不仅受到作家、评论家的一致赞扬，而且得到广大普通读者的喜爱。据帕斯回忆，这首长诗得自十分偶然的灵感。作者如此表达了自己的创作意图：“这首诗由584行十一音节的诗句组成。这个数字不是偶然的：它对应于金星公转周期的天数。太阳石是墨西哥阿兹特克日历的名称。我的诗试图成为一种日历，它不是由像印第安人那样在石头上刻的象形文字组成，而是用词语和形象来构成。它反映了我的三个关注点。第一点，最接近的，来自我的个人生活；第二点，更广泛些，与我这代人的经历有关；至于第三点，即力求表达一种时间观念和生活观念。”
全诗呈现出一种环形结构，首段与尾段是一样的：“一棵晶莹的垂柳，一棵水灵的黑杨，一股高高的喷泉随风飘荡，一株笔直的树木翩翩起舞，一条弯弯曲曲的河流前进，后退，迂回，总能到达要去的地方”。